# ディアナとカリスト (ティツィアーノ)
『ディアナとカリスト』（伊: Diana e Callisto, 英: Diana and Callisto）は、イタリア、盛期ルネサンスの巨匠ティツィアーノ・ヴェチェッリオが1556年から1559年にかけて制作した絵画である。油彩。
本作品はオウィディウスの『変身物語』で語られている狩猟の女神アルテミス（ローマ神話のディアナ）の従者カリストの悲劇を主題とし、対作品『ディアナとアクタイオン』（Diana e Atteone）とともにティツィアーノを代表する神話画の1つである。両作品はスペイン国王フェリペ2世のために制作された神話画の連作《ポエジア》を構成し、後期のティツィアーノの作品の中でも傑作として特に有名である。保存状態はあまり良好とはいえず、ディアナの顔やカリストの腹部など状態の悪い箇所がある。オルレアン・コレクションとサザーランド公爵のコレクションに所属したのち、2012年3月にロンドンのナショナル・ギャラリーとエディンバラのスコットランド国立美術館によって4500万ポンドで共同購入され、現在は両美術館で交互に展示されている。
ウィーンの美術史美術館に本作品のヴァリアントが所蔵されている。またピーテル・パウル・ルーベンスの模写がランカシャー、ノーズリーのダービー伯爵のコレクションに所蔵されている。

## 主題
オウィディウスの『変身物語』によるとカリストは女神アルテミスに従うアルカディア出身の乙女で、アルテミスのお気に入りの娘だった。神々の王ゼウス（ローマ神話のユピテル）は以前から彼女の美しさに目を付けており、カリストと関係を持つ機会をうかがっていた。そんなあるとき、狩に励んでいた彼女が暑さに疲れ、森の中で矢筒を枕に休んでいるのを見つけると、誰もいないのをいいことにアルテミスの姿に変身して接近し、彼女の純潔を奪った。それからしばらくして、アルテミスは狩の最中に服を脱いで、従者の乙女たちと小川で水浴をしたが、カリストだけはいつまでも服を脱いで水に入ろうとしなかった。そこで女神は彼女の服を剥ぎ取り、カリストが妊娠していることを知ると、すぐさま彼女を追放した。ゼウスの正妻ヘラ（ユノ）は彼女がアルテミスのもとを追われるのを見ると、彼女を熊に変えて罰した。後にカリストは森の中で成長した息子アルカスに出会った。息子が自分の母に槍を向けるのを見たゼウスは2人を空に上げ、おおぐま座とこぐま座に変えた。

## 作品
ティツィアーノが描いているのは、アルテミスがカリストに衣服を脱いで水浴することを強要し、彼女の妊娠を発見する瞬間である。カリストは激しく抵抗しているが、アルテミスに命令された仲間の従者たちに両腕をつかまれて取り押さえられ、ゼウスの子を身ごもって大きくなったお腹を露わにされている。アルテミスは怒りを露わにし、純潔を守っている他の従者たちにカリストの追放を指示している。従者たちの表情はさまざまである。アルテミス同様に怒っている者がいれば、憐れむ者もおり、かと思えばカリストの不幸を面白がっていると思われる者もいる。周囲の木々は揺れ、遠くの空で縞模様を作っている黄金色の雲は渦を巻き、石の角柱は動揺して傾いている。アルテミスの頭上の木に掛けられている金の織物は白い紐で枝に固定されている。織物には白いユニコーンのデザインパターンが織り込まれている。

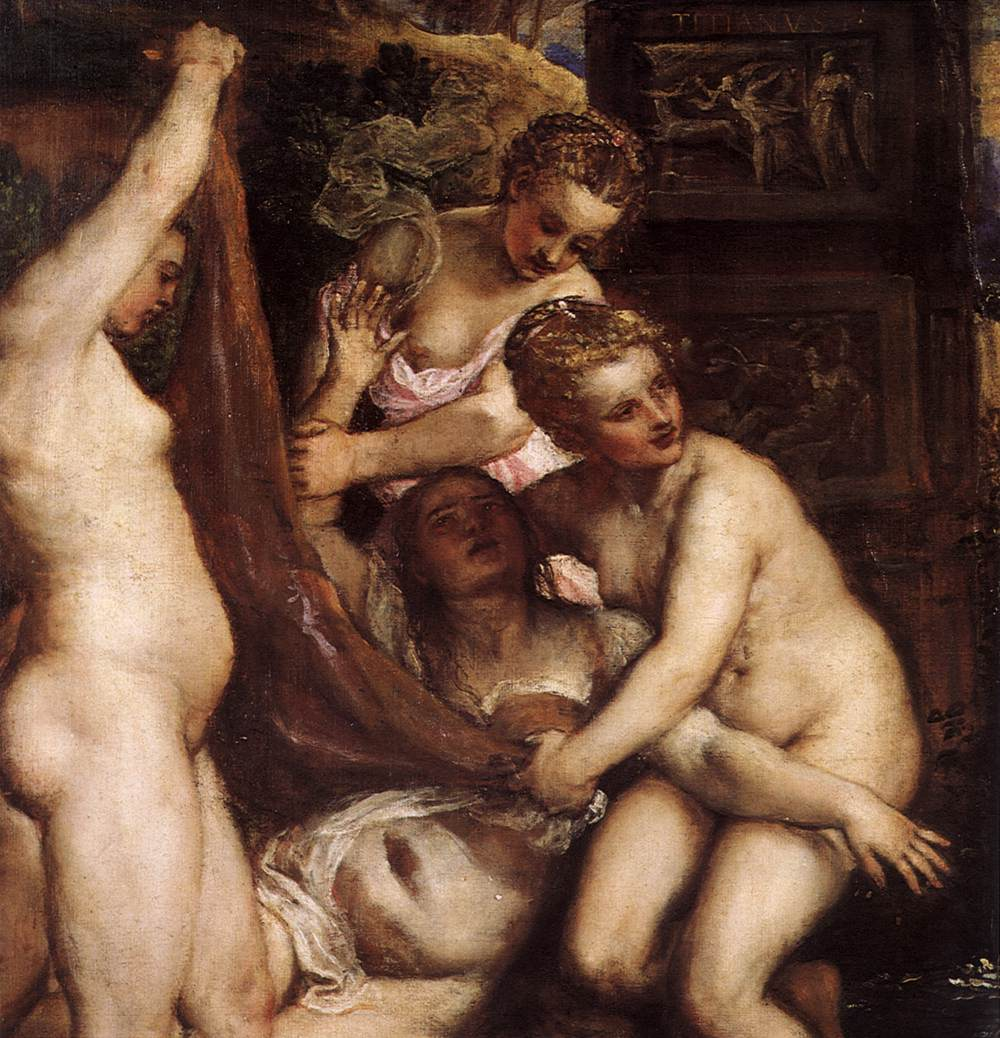
衣服を剥ぎ取られるカリスト。

ティツィアーノは天然のウルトラマリン、ヴァーミリオン、マラカイト、緑青、黄土色、鉛錫黄、スマルト、コチニールレーキ（カーマイン）など、ルネサンス期のほとんどすべての顔料で構成される幅広いカラーパレットを使用した。ティツィアーノの自由で表現力豊かな筆遣いはドラマの効果を高めており、大雑把な筆触で厚みのある肉体の質感から大気感に満ちた遠方の風景まで描き上げている。またキャンバスの表面を払うような薄いブラシストロークは人物像の輪郭を曖昧にし、ダイナミズムと動きの感覚を画面に与えることに貢献している。

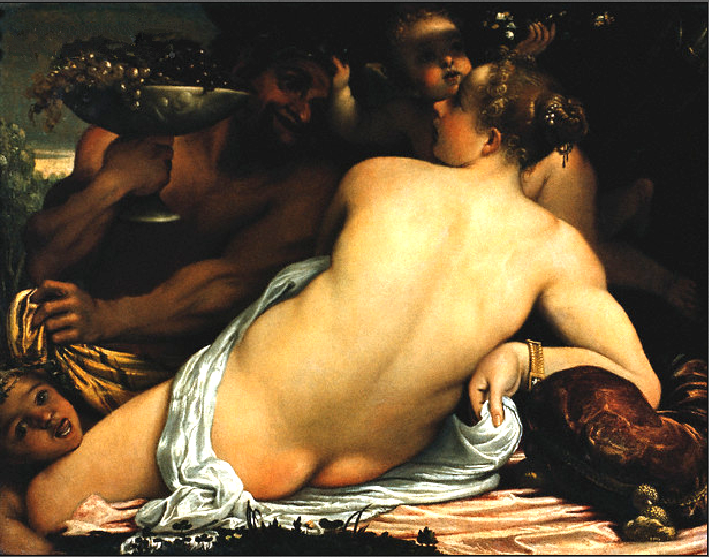
アンニーバレ・カラッチ『ヴィーナスとキューピッド、サテュロス』（1588年頃）の背面像は本作品の従者の影響を受けている。ウフィツィ美術館所蔵。

『ディアナとカリスト』と『ディアナとアクタイオン』は小川の流れが一方から他方へ流れる形で描かれ、キャンバス間にリズムが生まれるようにデザインされている。空の明るさは対照的であり、『ディアナとアクタイオン』と比べると『ディアナとカリスト』は夕刻が近づいた時間であることを示している。また、照明は『ディアナとアクテオン』は左から、『ディアナとカリスト』は右から、それぞれ反対側から降り注いでいる。これはティツィアーノが2つの窓の間に設置することを念頭に置いて両作品を制作したことを示している。
ティツィアーノはディアナ（アルテミス）の対作品を制作するのと同時期に、同じくディアナ（アルテミス）を主題とする別の絵画 『アクタイオンの死』の制作を開始している。しかしティツィアーノはこの絵画をフェリペ2世に発送することはなく、未完成のまま彼の工房に残された。『ディアナとカリスト』をスペインに発送してから数年後の1566年頃には、ティツィアーノと彼の工房はおそらくマクシミリアン2世による発注で フルサイズのヴァリアントを制作している（ウィーンの美術史美術館所蔵）。このウィーン版はいくつかの変更が加えられている。

## 来歴
『ディアナとカリスト』は1559年に『ディアナとアクタイオン』とともにフェリペ2世に届けられた。その後、両作品は長期にわたってスペイン王室にとどまったが、1704年にフェリペ5世によって同じく《ポエジア》の『エウロペの略奪』とともに在スペインフランス大使である後の第4代グラモン公アントワーヌ5世・ド・グラモンに贈られた。3作品はすぐにフランス王ルイ14世の甥で、後にルイ15世の摂政を務めるオルレアン公フィリップ2世に史上最高のコレクションの1つとして売却された。しかしフランス革命後の1791年にオルレアン・コレクションは、当時のオルレアン公ルイ・フィリップ2世によってブリュッセルの銀行家に売却された。これらは1793年にラボルド侯ジャン＝ジョゼフによってロンドンに送られ、3人の貴族から成るシンジケートによって購入された。その中心人物で石炭王と呼ばれた第3代ブリッジウォーター公爵フランシス・エジャートンは、《ポエジア》から『ディアナとアクタイオン』および『ディアナとカリスト』、ラファエロ・サンツィオの絵画3点、ニコラ・プッサンの絵画8点およびレンブラント・ファン・レインの『51歳の自画像』など多数の絵画を自分のために購入した。

### サザーランド・コレクション
ブリッジウォーター公爵はおそらく後に初代サザーランド公爵となる甥のゴア伯爵ジョージ・ルーソン＝ゴアから絵画を購入することを勧められた。購入から5年後の死に際して、彼はティツィアーノと残りのコレクションをゴアに遺贈し、ゴアはそれをロンドンのブリッジウォーター・ハウス で一般公開した。評論家のウィリアム・ヘイズリットは公開されたコレクションを初めて見たとき、「数多くの絵画に呆然と立ちつくしてしまいました。今まで味わったことのない感覚に襲われて、新たな楽園と新天地が眼前に現れたかのようでした」と書いている。1939年9月に第二次世界大戦が勃発するとコレクションはロンドンからスコットランドに移され、1945年以降『ディアナとアクタイオン』と『ディアナとカリスト』は《ブリッジウォーター・ローン》または《サザーランド・ローン》と総称されるコレクションの他の貸与絵画とともに（計26点のうちオルレアン・コレクションの絵画16点が含まれている）、エディンバラのスコットランド国立美術館で展示された。2つのティツィアーノの絵画はヘイズリットの他にもジョゼフ・マロード・ウィリアム・ターナーや、ルシアン・フロイドなどの芸術家にインスピレーションを与え、フロイドはこの対作品を「世界で最も美しい絵画」と表現している。

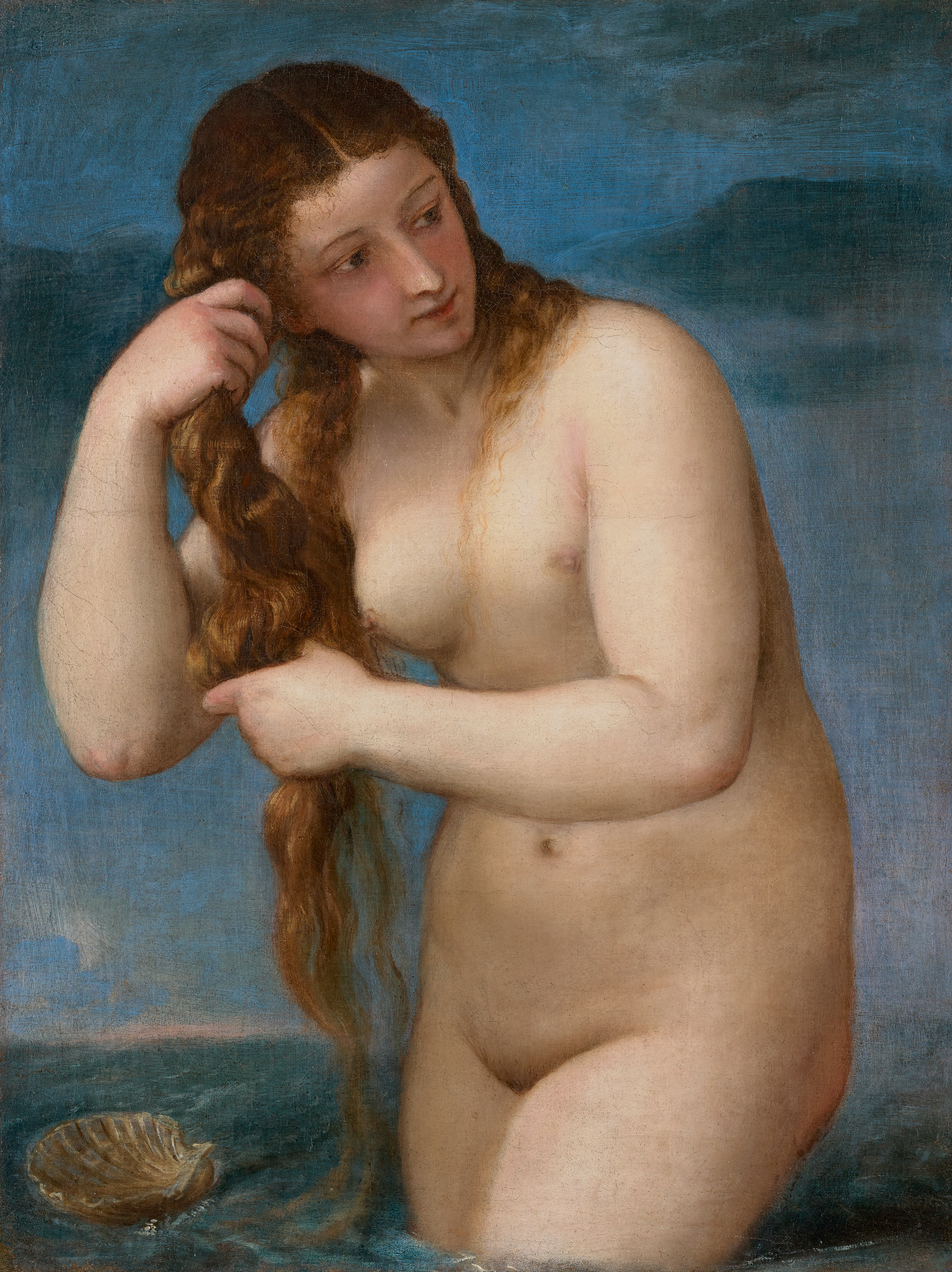
ティツィアーノ・ヴェチェッリオの1520年頃の絵画『海から上がるヴィーナス』。スコットランド国立美術館所蔵。

### 国立の美術館による取得
サザーランド・コレクションは第7代サザーランド公爵フランシス・ロナルド・エジャートンに相続された。その財産の大部分は絵画コレクションだが、2008年8月下旬に資産を多様化するためにコレクションの一部の売却を希望すると発表した。彼は2003年にも別のティツィアーノの絵画『海から上がるヴィーナス』をスコットランド国立美術館に売却していた。彼は最初、イギリス国内の国立美術館に対して、2008年末までにブリッジウォーター・コレクションのティツィアーノの対作品を1億ポンド（推定市場価格の約3分の1）以上の価格で購入を希望する美術館が彼らの中から現れた場合、両作品を提供する用意がある、ただし購入希望者が現れなかった場合は対作品あるいは他の絵画を2009年に競売にかけると呼びかけた。この呼びかけにスコットランド国立美術館とロンドン・ナショナル・ギャラリーが名乗りを上げ、『ディアナとアクタイオン』のために共同で5,000万ポンドを調達し、3年の分割払いで購入したのち、『ディアナとカリスト』についても2013年から同様の形で購入するつもりであると発表した。
この一連の出来事はエジャートンの言動と奨学金を受けている美術学生たちへの悪影響が懸念されたために、ロンドン芸術大学総長ナイジェル・キャリントン、元同大学会長ジョン・ツサから批判されたが、イギリスでは報道陣の支持を得た。2008年10月14日、アート・ファンドから100万ポンドを受け取り、11月19日には国家文化遺産記念基金の1,000万ポンドがこれに続いた。
しかしそれから進展が見られないまま、当初の期限であった12月31日が過ぎると、翌2009年1月にスコットランド政府が1,750万ポンドを寄付するのではないかと憶測が流れた。これに対してグラスゴー選出の国会議員イアン・デイビッドソンが世界金融危機の大変な時期に、多額の出費をすることの必要性について疑問を呈したことで、政治的な騒動へと発展し、スコットランド政府の担当者は1,750万ポンドの寄付について否定する発言をしなければならなかった。最終的に、2009年2月2日に資金を調達して『ディアナとカリスト』の支払いを完了するために期限が延長されていたことが明らかにされ、これによって5,000万ポンドが調達され、無事に絵画が購入されるだろうと発表された 。ナショナル・ギャラリーの館長ニコラス・ペニーは、『ディアナとアクタイオン』を購入するための訴えに貢献した多くの人が『ディアナとカリスト』も購入されるだろうと「理解して」いたが、2番目の5,000万ポンドの調達は「決して簡単ではありませんでした。私たちはそれができると信じており、たくさんの案を与えてくれました。それは無謀なギャンブルではありません」と述べた。
しかし、2011年10月23日、スコットランド政府は『ディアナとアクタイオン』の「キャンペーンに貢献した」と主張し、『ディアナとカリスト』購入の訴えには貢献しないと発表した。ナショナル・ギャラリーとスコットランド国立美術館が長い資金調達キャンペーンの後に絵画を4500万ポンドで購入したのは2012年3月であった。サザーランド公によって提示価格が500万ポンド引き下げられ、個人と信託の寄付により1500万ポンド、アート・ファンドから200万ポンド、文化遺産宝くじ基金から300万ポンドが寄付された。残りの2,500万ポンドはナショナル・ギャラリーの積立金によるものである。
絵画は2012年3月1日からロンドンを皮切りに『ディアナとアクタイオン』と共にロンドンとエディンバラで交代で展示されているが、『ディアナとカリスト』の場合は、購入に対するナショナル・ギャラリーのより大きな金銭的貢献を反映し、60:40の割合でロンドンでより長期にわたって展示されている。

## ヴァリアント
ティツィアーノは『ディアナとカリスト』制作後の1566年頃に、おそらくマクシミリアン2世の発注で 工房作のヴァリアントを制作している（美術史美術館版）。プラド美術館版と比べていくつかの変更が加えられている。従者の背中に置いていたディアナの腕は矢を持ち、画面左でカリストの服をめくり上げている従者のポーズも大きく変更されている。剥ぎ取られようとするカリストの上衣の下にまだ着衣があり、腹部が露出していない。さらに画面中央の石柱は噴水に変更され、ディアナのそばで跪いている従者が消えて小川の流れが奥へと広げられている。
1568年11月28日の手紙で、ティツィアーノが皇帝大使ヴィエト・フォン・ドルンベルク（Viet von Dornberg）を通じて皇帝マクシミリアン2世に7つの《寓話》を提供したとあり、1569年2月25日付けの書簡ではフォン・ドルンベルクがティツィアーノに不特定の絵画、おそらく『ディアナとカリスト』に100クローネを支払うことを許可している。それから1世紀近く絵画は記録に現れない。『ディアナとカリスト』が再び現れるのは1651年に制作され、現在はプラド美術館に所蔵されているダフィット・テニールスの絵画『ブリュッセルの画廊における大公レオポルト・ヴィルヘルム』（The Archduke Leopold Wilhelm in his Painting Gallery in Brussels）である。この作品は大公レオポルト・ヴィルヘルム・フォン・エスターライヒのブリュッセルのクーデンベルク宮殿における膨大な絵画コレクションの展示風景を描いたクンストカンマー作品であり、『ディアナとカリスト』は画面の中央上部に描かれている。この作品に『ディアナとカリスト』が描かれたことは、絵画がマクシミリアン2世の死後に大公の手に渡り、1648年から1657年にかけてブリュッセルで展示された彼の絵画コレクションに加わったことを意味している。『ディアナとカリスト』は1659年のストールバーグ城のインベントリには記載されていないが、1660年に公開された彼のコレクションに含まれた243点のイタリア絵画のカタログ『テアトリウム・ピクトリウム』にテオドール・ファン・ケッセルの画で記載されている。その後、1781年にベルヴェデーレ宮殿に所蔵されたのち、1891年に美術史美術館に所蔵された。

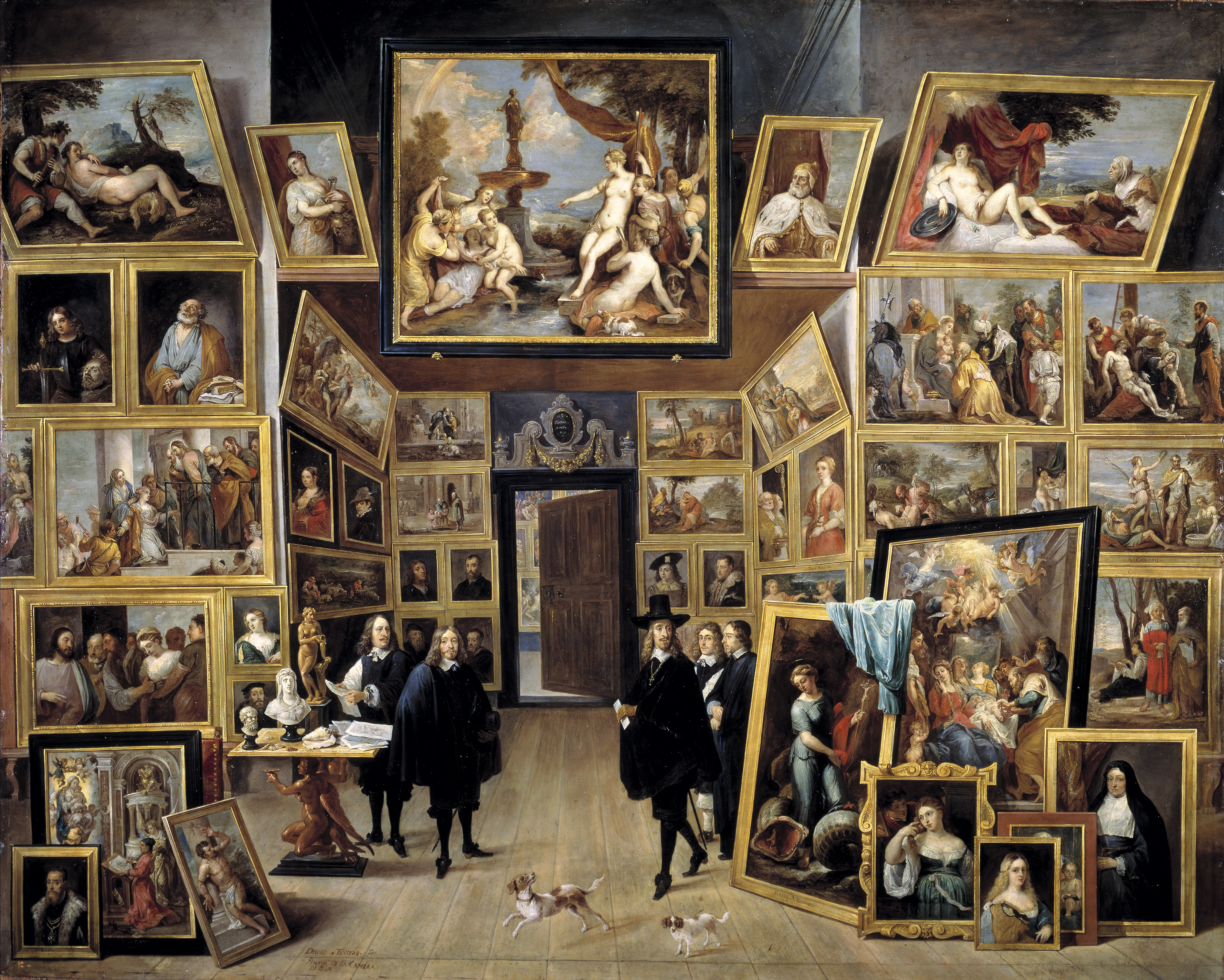
ダフィット・テニールスの1651年の絵画『ブリュッセルの画廊における大公レオポルト・ヴィルヘルム』。プラド美術館所蔵。
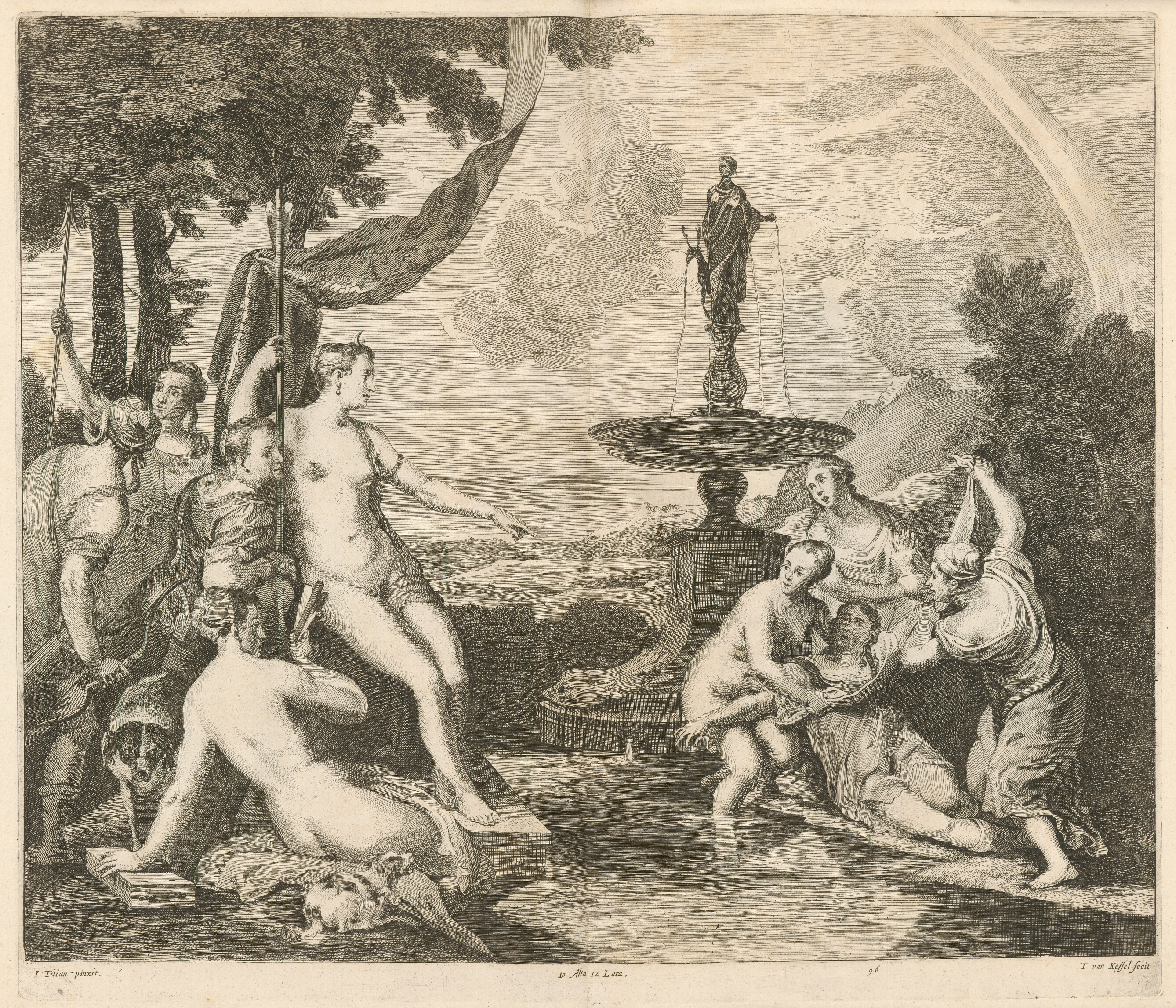
テオドール・ファン・ケッセルによって描かれた『ディアナとカリスト』。スロバキア国立美術館（英語版）所蔵。

## その他の《ポエジア》
- 『ダナエ』 - 1553年にフェリペ2世に発送された。ウェリントン・コレクション（英語版）所蔵。以前のバージョンと後のバージョンがある。
- 『ヴィーナスとアドニス』 - 1554年に発送された。プラド美術館所蔵。ヴァリアント多数。
- 『ペルセウスとアンドロメダ』 - ロンドン、ウォレス・コレクション所蔵。
- 『エウロペの略奪』 - 1560年から1561年頃。イザベラ・スチュワート・ガードナー美術館所蔵。

## ギャラリー

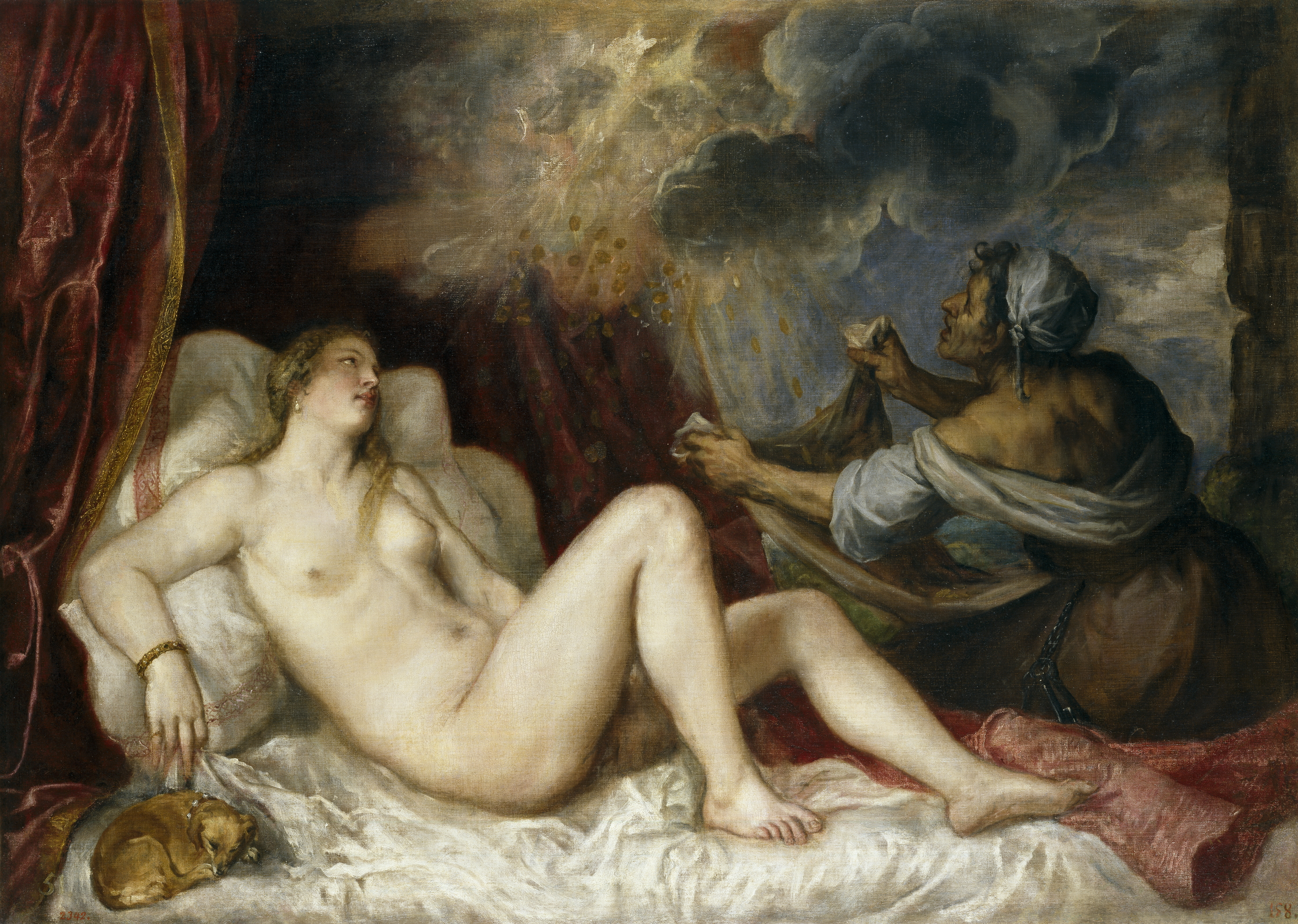
『ダナエ』
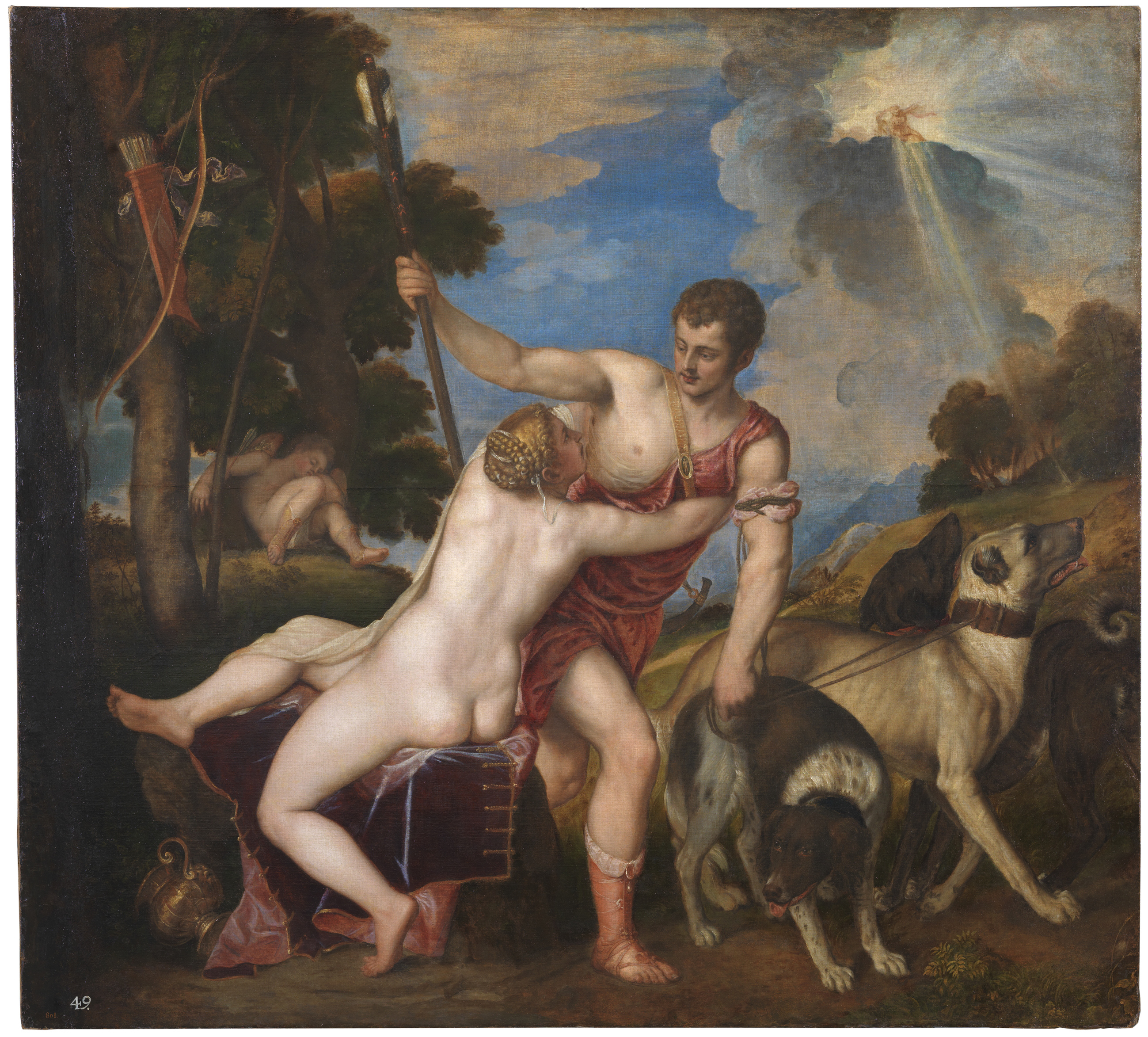
『ヴィーナスとアドニス』
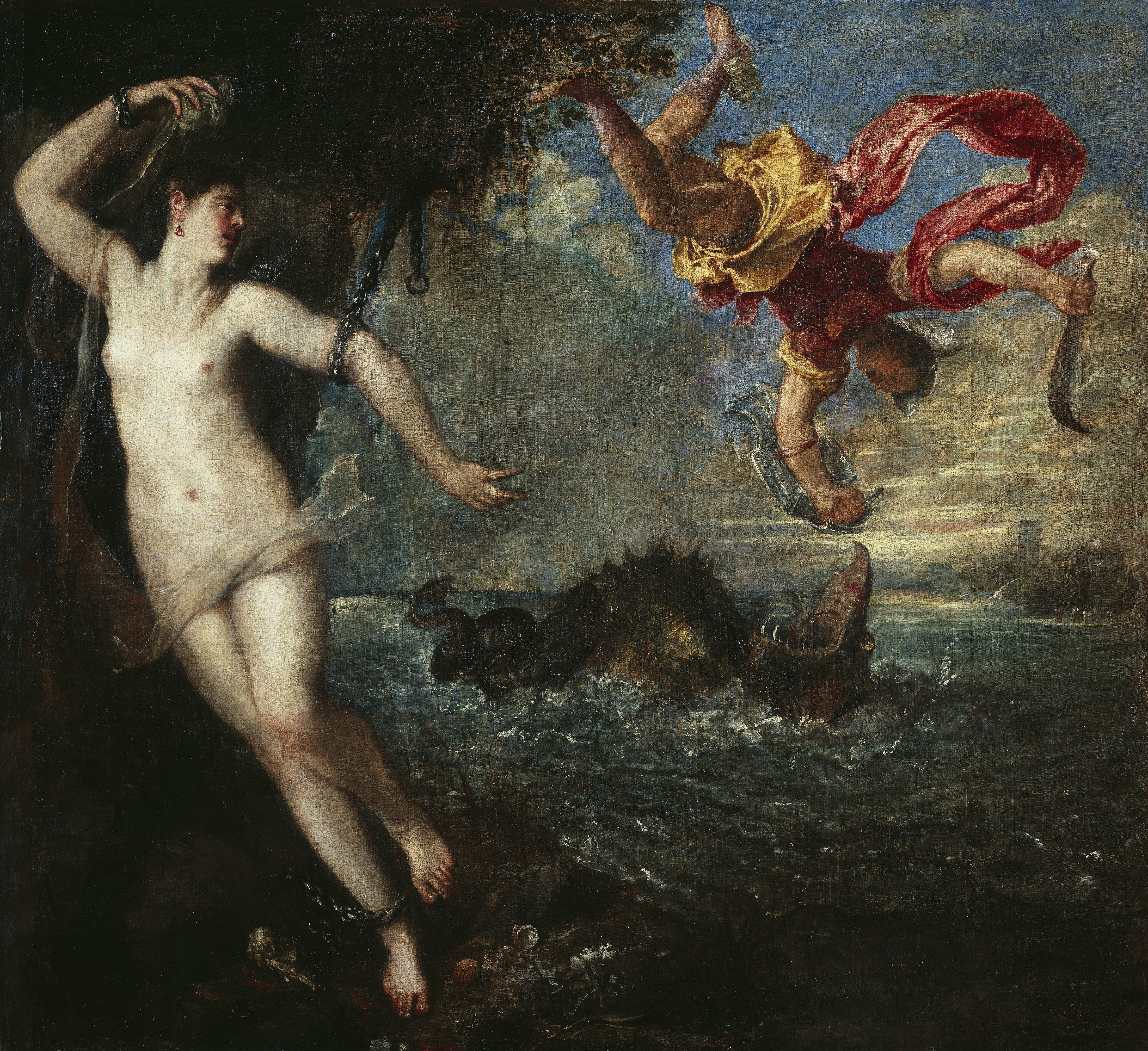
『ペルセウスとアンドロメダ』
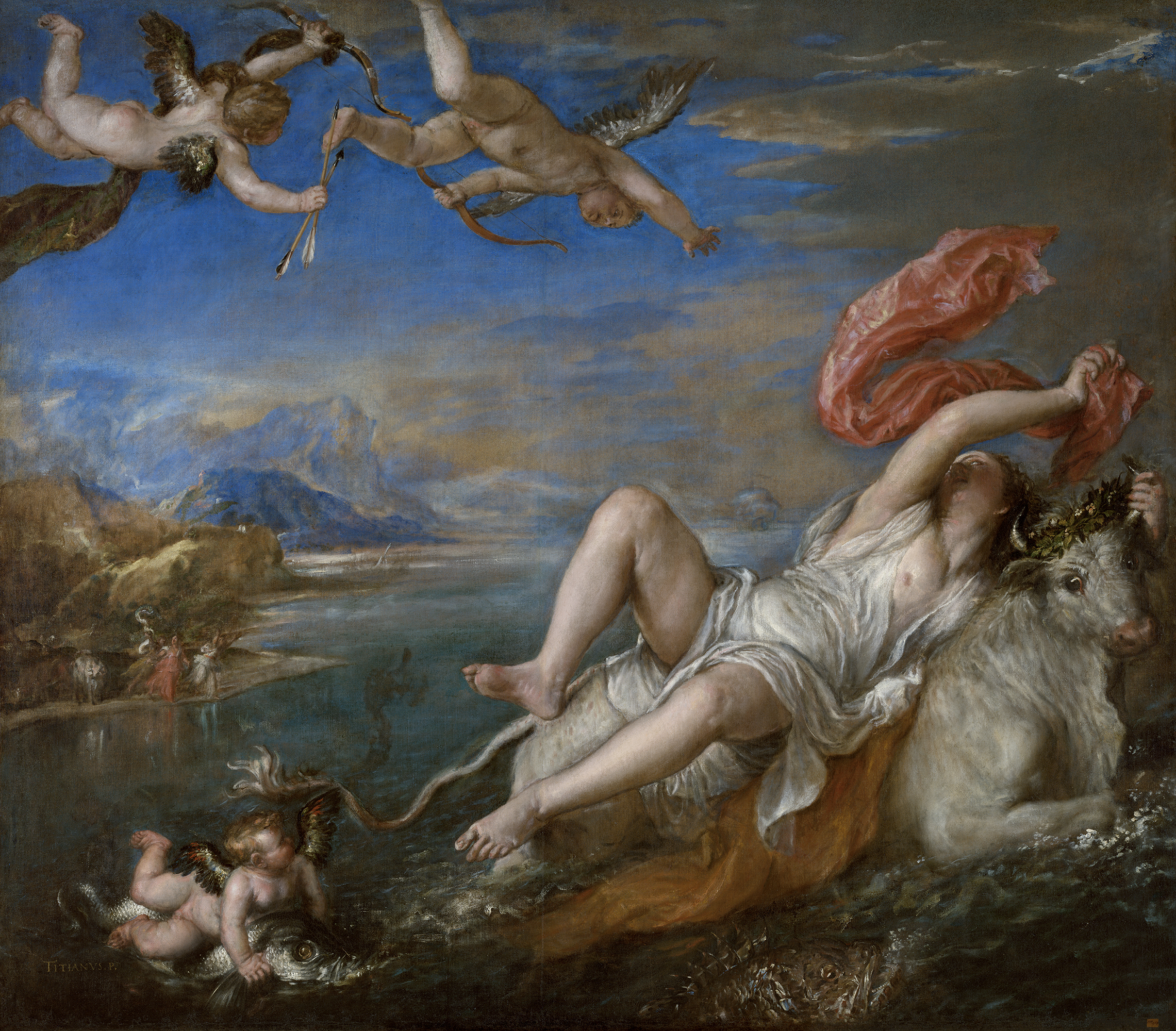
『エウロペの略奪』